# Championnats de Belgique d'athlétisme 1991
Les Championnats de Belgique d'athlétisme 1991 toutes catégories ont eu lieu les 3 et 4 août 1991 à Bruxelles.

## Résultats
| Hommes            | Prestation     | Catégorie       | Femmes             | Prestation     |
| ----------------- | -------------- | --------------- | ------------------ | -------------- |
| Patrick Stevens   | 10 s 42        | 100 m           | Katrien Maenhout   | 12 s 0         |
| Ivo Claes         | 14 min 03 s 06 | 5 000 m         | -                  | -              |
| Jos Maes          | 29 min 11 s 78 | 10 000 m        | Maria Van Gestel   | 33 min 20 s 21 |
| William Van Dijck | 8 min 32 s 93  | 3 000 m steeple | -                  | -              |
| Dimitri Maenhoudt | 2,22 m         | Saut en hauteur | Natalja Jonckheere | 1,83 m         |

## Sources
- Ligue belge francophone d'athlétisme